# Renato Raffaele Martino
Renato Raffaele Martino (Salerno, 23 de noviembre de 1932-Roma, 28 de octubre de 2024) fue un cardenal italiano, y Presidente Emérito del Pontificio Consejo para la Justicia y la Paz, presidente del Pontificio Consejo para la Pastoral de los Emigrantes e Itinerantes y ex Observador Permanente de la Santa Sede en las Naciones Unidas.

## Biografía
Nació en Salerno (Italia), el 23 de noviembre de 1932. Fue ordenado sacerdote el 20 de junio de 1957 y obtuvo un doctorado en derecho canónico.
Entró en el servicio diplomático de la Santa Sede en 1962 y trabajó en las nunciaturas de Nicaragua, Filipinas, Líbano, Canadá y Brasil. Entre 1970 y 1975 el cardenal Martino sirve en la Secretaría de Estado. En 1980 fue nombrado arzobispo titular de Segermes y nuncio en Tailandia y Delegado Apostólico en Singapur, Malasia, Laos y Brunéi, y fue consagrado ese mismo año por el entonces Secretario de Estado, el cardenal Agostino Casaroli. En 1986 fue nombrado Observador Permanente de la Santa Sede ante las Naciones Unidas en Nueva York. En 1991 fundó la Fundación Path to Peace para promover la misión de la Santa Sede en la ONU.
Después de 16 años de servicio como Observador Permanente de la Santa Sede ante la Organización de las Naciones Unidas, el 1 de octubre de 2002 fue nombrado Presidente del Consejo Pontificio para la Justicia y la Paz.
Fue creado y proclamado cardenal por Juan Pablo II en el consistorio del 21 de octubre de 2003, asignándole la diaconía de San Francisco de Paula en Monti.
El 25 de octubre de 2004, bajo la dirección del cardenal Martino, el Consejo Pontificio para la Justicia y la Paz publicó el Compendio de la Doctrina Social de la Iglesia.
El 11 de marzo de 2006, el papa Benedicto XVI aceptó la renuncia, debido a la limitación de edad, del cardenal Stephen Fumio Hamao, Presidente del Pontificio Consejo para la Pastoral de los Emigrantes e Itinerantes, y se unió la presidencia de dicho Consejo con la del Consejo Pontificio Justicia y Paz. Por lo tanto, el cardenal Martino fue nombrado Presidente del Consejo Pontificio para la Pastoral de los Emigrantes e Itinerantes.
Cesó como presidente del Pontificio Consejo para la Pastoral de los Emigrantes e Itinerantes el 28 de febrero de 2009 y como presidente del Consejo Pontificio para la Justicia y la Paz el 24 de octubre de 2009.
Desde el 12 de junio de 2014 fue el Cardenal Protodiácono de la Iglesia Católica hasta su fallecimiento, ocurrido en Roma el 28 de octubre de 2024.